# Glyphodes chrysialis
Glyphodes chrysialis là một loài bướm đêm trong họ Crambidae.